# Kompleks H
Kompleks H (Complex H) – skupisko gazowych obłoków HVC (High Velocity Cloud – „chmura o dużej prędkości”) obiegające Drogę Mleczną w czasie około miliarda lat. Został odkryty w 1971 przez N. H. Dietera i A. N. M. Hulsboscha. Nazwa kompleksu pochodzi od pierwszej litery nazwiska drugiego z odkrywców. Obłok ten jest też nazywany HVC 131+1-200.
Kompleks H zajmuje na niebie w przybliżeniu obszar 10° × 15°. Można w nim wyróżnić „rdzeń” oraz „ogon”. Rdzeń Kompleksu H ma rozmiary 2 × 3 kpc i przecina galaktyczny równik. Masę całego obłoku szacuje się na około 6 ×106 mas Słońca. Jest ona zbyt mała by obłok o tej wielkości był stabilny grawitacyjnie i nie rozproszył się w przestrzeni. Równowagę obłoku może utrzymywać ciśnienie materii międzygalaktycznej. Dodatkowo obłok ten posiada dużą prędkość radialną wynoszącą około –200 km/s, co oznacza, że się do nas zbliża z prędkością 200 km/s. Materia znajdująca się w tym miejscu powinna osiągać maksymalnie prędkość -160 km/s. Pomiędzy rdzeniem obłoku a Drogą Mleczną jest obserwowana słaba emisja gazu spowalnianego przez oddziaływanie naszej Galaktyki.
Z analizy danych obserwacyjnych prowadzonych przy pomocy radioteleskopu Green Bank wynika, że Kompleks H jest satelitą Drogi Mlecznej. Porusza się ruchem wstecznym w płaszczyźnie o nachyleniu około 50° do dysku Drogi Mlecznej. Obecna odległość Kompleksu H od centrum naszej Galaktyki wynosi około 33 kpc. Symulacje komputerowe wskazują, że Kompleks ten wielokrotnie przecinał gazowy dysk Drogi Mlecznej. Jego rozmiary i masa były w przeszłości dużo większe lecz jego materia była wyrywana i wsysana przez dysk galaktyczny. Dowodem tego procesu jest widoczna obecność gazu stopniowo opadającego na Drogę Mleczną oraz istnienie „ogona” rozciągającego się za Kompleksem. 
Kompleks H stanowi przykład satelity wchłanianego przez Drogę Mleczną. Jest on pod pewnymi względami podobny do innych obiektów systemu Drogi Mlecznej. Przypomina obłok HVC związany z Obłokami Magellana, nazywany Strumieniem Magellanicznym (ang. Magellanic Stream) pod względem gęstości oraz ciśnienia. Przypomina również galaktykę karłowatą Leo III (Leo A), posiadając podobny kształt i masę. Prawdopodobnie więc Kompleks H jest pozostałością po nieznanej galaktyce karłowatej wchłoniętej przez Drogę Mleczną.